# Brereton Heath
Brereton Heath är en by i civil parish Brereton, i distriktet Cheshire East, i grevskapet Cheshire i England. Byn är belägen 6 km från Congleton. Byn hade 541 invånare år 2021.